# Pterycombus
Pterycombus — рід окунеподібних риб родини брамових (Bramidae). Включає два види.

## Види
- Pterycombus brama (Fries, 1837)
- Pterycombus petersii (Hilgendorf, 1878)

## Поширення
Вид P. brama поширений в Атлантиці, а вид P. petersii населяє моря Індо-Тихоокеанського регіону.

## Опис
Pterycombus можна відрізнити від близького роду Pteraclis, досліджуючи промені спинного та анального плавців, які мають бути відносно однаковими за товщиною до сусідніх променів і за відсутністю луски перед спинним плавцем.